# Фишер, Адам Андреевич
Адам Андреевич Фишер (нем. Adam Joseph Fischer; 1799 — 4 (16) мая 1861) — профессор философии и педагогики в Санкт-Петербургском университете, Санкт-Петербургской духовной академии и Главном педагогическом институте. Действительный статский советник.

## Биография
Родился 22 декабря 1799 года в Штайре. Получил образование в Кремсмюнстерском иезуитском лицее (1816) и Венском университете (1819).
В 1820-х годах он приехал в Россию, — в качестве воспитателя детей одной аристократической семьи, родственной И. С. Тургеневу, в связи с чем имел определённое влияние на воспитание и будущего писателя, о чём тот за год до смерти заявил своему сыну. Поступил на русскую службу 30 июля 1829 года. Обратил на себя внимание С. С. Уварова и в 1832 году был приглашён в Главный педагогический институт. Затем стал профессором философии Санкт-Петербургского университета, был удостоен звания заслуженного профессора. В университете читал сначала на французском, а затем на русском языке психологию, логику, нравственную философию, метафизику и историю философских систем, по учебникам Эрлиха. В 1850 году, когда была закрыта кафедра философии во всех русских университетах, он стал преподавать на кафедре педагогики (ныне кафедра педагогики и педагогической психологии факультета психологии), на которой и оставался до 1860 года, когда вышел в отставку.
Также, в 1843—1853 годах он был профессором философии в Санкт-Петербургской духовной академии.
В период 1835—1861 годов А. А. Фишер был директором Ларинской гимназии. Являлся членом учёного комитета Главного правления училищ.
Был произведён в действительные статские советники 29 декабря 1851 года.
Умер 4 (16) мая 1861 года. Похоронен на Смоленском лютеранском кладбище в Санкт-Петербурге.